# Waltonville
Waltonville – wieś w Stanach Zjednoczonych, w stanie Illinois, w hrabstwie Jefferson.